# Palmview (Teksas)
Palmview je grad u američkoj saveznoj državi Teksas. Prema popisu stanovništva iz 2010. u njemu je živjelo 5.460 stanovnika.